# Гурдон (Приморски Алпи)
Гурдон (фр. Gourdon) насеље је и општина у Француској у региону Прованса-Алпи-Азурна обала, у департману Приморски Алпи која припада префектури Грас.
По подацима из 2011. године у општини је живело 413 становника, а густина насељености је износила 18,33 становника/km². Општина се простире на површини од 22,53 km². Налази се на средњој надморској висини од 760 метара (максималној 1.335 m, а минималној 157 m).

## Демографија
| 1962. | 1968. | 1975. | 1982. | 1990. | 1999. | 2011. |
| ----- | ----- | ----- | ----- | ----- | ----- | ----- |
| 216   | 242   | 254   | 231   | 294   | 379   | 413   |

График промене броја становника у току последњих година